# Roberto Barrionuevo Navarro
Roberto Barrionuevo Navarro fue un escritor y político peruano. 
Nació en Huaro, provincia de Quispicanchi, departamento del Cusco. Sus padres fueron Mariano Barrionuevo Chávez y Elisa Navarro Pacheco. Se casó con Rita Dolmos González con quien tuvo cuatro hijos: Leila (que luego se casaría con Efraín Morote Best), Aquiles, Elizabeth y Augusto. Fue autor de la novela "Phauchinta" y del libro de cuentos "Catacha" además de varias crónicas y ensayos.
Fue elegido diputado por el departamento del Cusco en 1950 con 13120 votos en las Elecciones de 1950 en los que salió elegido el General Manuel A. Odría quien ejercía el poder desde 1948 cuando encabezó un golpe de Estado contra el presidente José Luis Bustamante y Rivero.